# The Best in the World
The Best in the World è il primo album di remix della cantante statunitense Alyssa Milano, pubblicato nel 1990 dalla Pony Canyon.

## Il disco
La compilation contiene tracce remixate più un singolo nuovo, The Best in the World. Tutte le tracce hanno un mix continuo.

## Tracce
1. The Best in the World – 4:07 (testo: Joey Carbone, Dennis Belfield)
2. Straight to the Top – 5:24 (testo: Joey Carbone, Dennis Belfield)
3. I Had a Dream – 5:40 (testo: Joey Carbone, Dennis Belfield)
4. Look in My Heart – 6:07 (testo: Joey Carbone, Dennis Belfield)
5. I Just Wanna Be Loved – 5:54 (testo: Joey Carbone, Dennis Belfield)
6. Happiness – 5:57 (testo: Joey Carbone, Tom Milano, Mark Davis)
7. What a Feeling – 6:33 (testo: Joey Carbone, Dennis Belfield)